# Giovanni di Kleve
Giovanni in lingua tedesca Johann (Kleve) (1293 circa – 9 dicembre 1368) fu conte di Kleve dal 1347 fino alla sua morte.

## Origine
Giovanni, secondo gli Annales Cliviae, Juliae, Montium, Marcae Westphalicae, Ravensbergae, era il figlio maschio secondogenito del conte di Kleve, Teodorico VI, e della seconda moglie, Margherita d'Asburgo, che era una parente dei re dei Romani Rodolfo I d'Asburgo e Alberto I d'Asburgo, come ci viene confermato anche dal documento n° 594 del Urkundenbuch für die Geschichte des Niederrheins, Volume 2, datato 1291, figlia del conte di Kiburg (Margareten van Kiburch), come ci viene confermato anche dal documento n°1011 del Urkundenbuch für die Geschichte des Niederrheins, Volume 2, datato 1298.

Teodorico VI di Kleve, secondo gli Annales Cliviae, Juliae, Montium, Marcae Westphalicae, Ravensbergae, era figlio del conte di Kleve, Teodorico V, e della moglie, Alida di Heinsberg, che, sempre secondo gli Annales Cliviae, Juliae, Montium, Marcae Westphalicae, Ravensbergae, era figlia di Enrico I, signore di Heinsberg e della moglie di cui non si conoscono né il nome né gli ascendenti.

## Biografia
Di Giovanni si hanno poche notizie, ma è documentato come conte di Kleve, tra il 1350 e il 1368.
Suo padre, Teodorico VI, morì il 4 ottobre 1305 e fu sepolto nella chiesa del monastero di Bedburg.

A Teodorico VI succedette il suo fratellastro, Ottone, figlio di primo letto, come ci viene confermato dal documento n° 96 dell'Urkundenbuch für die Geschichte des Niederrheins, Volume 3, in cui il vescovo di Münster, Ludovico d'Assia lo cita con il titolo di conte di Kleve.
Giovanni, il fratello maggiore, Teodorico con la loro madre, Margherita d'Asburgo, pressarono il loro fratellastro Ottone con parecchie richieste.
Il suo fratellastro, Ottone, morì nel 1311, secondo gli Annales Cliviae, Juliae, Montium, Marcae Westphalicae, Ravensbergae, a Horstmariae e fu tumulato nel monastero di Bedberga.

Dopo la morte di Ottone, la sua vedova, Matilde di Virneburg, cercò di fare valere i diritti della propria figlia, Ermengarda, fidanzandola con l'erede della Contea di Mark, Adolfo (Adolphi primogeniti dilecti filii nobili viri Engelberti comitis de Marka), che poi non sposò, come ci viene confermato dal documento n° 225 dell'Urkundenbuch für die Geschichte des Niederrheins, Volume 3, in cui si specifica che il matrimonio non venne consumato, e che, Ermengarda sposò un altro (Giovanni di Arkel); cercando anche un'alleanza con le contee vicine, come ci viene confermato dal documento n° 263 dell'Urkundenbuch für die Geschichte des Niederrheins, Volume 3.
A Ottone però succedette Teodorico, come Teodorico VII, come da documento n°99 del Urkundenbuch für die Geschichte des Niederrheins, Volume 3, datato 1311, che riuscì a fare fronte alla coalizione della vedova di Ottone, Matilde di Virneburg, il suo prozio, l'arcivescovo di Colonia Heinrich von Virneburg e il conte di Mark Engelberto II, il padre del fidanzato della nipote.
Nel 1312 Giovanni viene citato, assieme al fratello Eberardo (Johannis ac Euerardi fratrum nostrorum), nel documento n°113 dell'Urkundenbuch für die Geschichte des Niederrheins, Volume 3.
Nel 1318 Giovanni raggiunse un accordo con il fratello Teodorico VII, ricevendo la terra di Linn con l'assicurazione della successione nella contea di Kleve nel caso in cui Teodorico VII, non avesse avuto discendenza.
Nel 1341, secondo il documento n°378 del Gedenkwaardigheden uit de geschiedenis van Gelderland, Giovanni fu presente al matrimonio della nipote, Elisabetta (Lysabet dochter ons greuen van Cleue) con Ottone II di Hesse (Otten audesten soen des lantgreuen van Hessen).
Giovanni, assieme al fratello Teodorico VII (Dyederic greue van Cleue, Jan van Cleue), viene citato nel documento n°387 del Urkundenbuch für die Geschichte des Niederrheins, Volume 3, datato 1343, inerente alla divisione di una proprietà.
Suo fratello, Teodorico VII, morì nel 1347, e fu sepolto nel coro della collegiata di Kleve. Giovanni succedette al fratello, Teodorico VII.
Nel 1359 Giovanni garantì una rendita alla moglie, Matilde di Gheldria, come ci viene confermato dal documento n°590 del Urkundenbuch für die Geschichte des Niederrheins, Volume 3.
Giovanni, dopo il matrimonio fu coinvolto nel conflitto che si era sviluppato nel Ducato di Gheldria; verso il 1360, secondo il Rerum Belgicarum Annales Chronici Et Historici, nel ducato di Gheldria, si erano formate due fazioni, una detta Hekers, che sosteneva il duca Rinaldo III, mentre la seconda, detta Bronchoerit, sosteneva il fratello minore Edoardo, che si fronteggiarono, sino a che, nel 1361, Rinaldo assediò Edoardo a Tiel, dove avvenne lo scontro finale, che vide la vittoria di Edoardo e i suoi seguaci che catturarono Rinaldo; Edoardo fu riconosciuto duca di Gheldria, mentre Rinaldo fu imprigionato, nel Castello di Nijenbeek, nei pressi di Voorst. Questo impegno portò a Kleve il profitto della città di Emmerich, ma fece precipitare la contea in difficoltà finanziarie.
Il suo pronipote, Adolfo, figlio di Margherita di Kleve, figlia di Teodorico VII, che l'anno precedente era stato eletto arcivescovo di Colonia, nel 1364, dato che Giovanni dopo quindici anni di matrimonio non aveva ancora un erede, si dimise da arcivescovo con la prospettiva di ereditare la contea di Cleves.
Quando nel 1368 Giovanni morì, il pronipote Adolfo succedette a Giovanni nella Contea di Kleve come Adolfo I (Adolph greue van Cleue), come da documento n°846 del Urkundenbuch für die Geschichte des Niederrheins, Volume 3.

## Matrimoni e discendenza
Giovanni, nel 1348, secondo il Dictionnaire de la noblesse, aveva sposato Matilde di Gheldria, che, secondo il Kronijk van Arent toe Bocop, era la figlia secondogenita del Duca di Gheldria e conte di Zutphen, Rinaldo II e della sua prima moglie, Sophia Berthout, erede della signoria di Malines, figlia del signore di Malines, Fiorenzo Berthout e di Matilde di Marck, e nipote del vescovo di Utrecht (1296-1301), Guglielmo Berthout. Il matrimonio viene confermato anche dal documento n° 590 del Urkundenbuch für die Geschichte des Niederrheins, Volume 3. Per il matrimonio era stata necessaria una dispensa papale, rilasciata da papa Clemente VI, nel 1350, documento n°829 del Urkunden und Regesten zur Geschichte der Rheinlande aus dem Vatikanischen Archiv, volume 3.
Giovanni dalla moglie non ebbe figli:

### Letteratura storiografica
- (FR)  Dictionnaire de la noblesse.
- (DE)  Biografia di Teodorico dal Portal Rheinische Geschichte Archiviato il 15 ottobre 2013 in Internet Archive..